# Henry Meiggs
Pour les articles homonymes, voir Meiggs.
Henry Meiggs (né le 17 juillet 1811 à Catskill dans l'État de New York et mort le 30 septembre 1877 à Lima) est un promoteur, entrepreneur et constructeur de chemins de fer américain. 

## Carrière dans les affaires

### Bois de charpente
Meiggs arrive à New York en 1835, et se lance dans une entreprise de bois de sciage, bientôt ruinée par la panique de 1837. Il reprend son activité à Brooklyn, mais connaît encore l'échec. Trouvant le succès dans l'envoi de bois vers la côte du Pacifique, il déménage à San Francisco pendant le pic de la ruée vers l'or en Californie sur le cargo Albany chargé de bois, qu'il revend pour vingt fois son coût.

### Immobilier
Lorsque Meiggs arrive à San Francisco en 1849, il se lance, comme beaucoup d'autres, dans la spéculation immobilière. Meiggs promeut la possibilité de construire des quais le long de la rive nord de la zone, au motif qu'elle est plus près du détroit du  Golden Gate que le port habituel, situé juste au sud de la Rue Broadway, sur la rive de ce qui est aujourd'hui le centre-ville de San Francisco. Aujourd'hui, le site de Meiggs' Wharf, à l'époque une merveille s'étendant de deux mille pieds dans la baie, est occupé par une partie de Fisherman's Wharf, Pier 39, et Pier 45. À cette fin, il construit des entrepôts, des rues et des quais dans la région, et également des scieries et des goélettes.
Ce projet rend la situation financière de Meiggs précaire. Afin de joindre les deux bouts, il obtient de manière illicite un livre plein de bons de souscription sur la Rue de Fonds (qui a peu d'argent), le contrôleur de la ville et le maire ayant pris l'habitude de signer des livres entiers à l'avance. Meiggs contrefait le reste des informations et récupère de l'argent.

### Les chemins de fer
Avant la découverte de la fraude, Meiggs quitte San Francisco, le 6 octobre 1854, dans le brick American, à destination de l'Amérique du Sud. Selon lui, il est arrivé avec seulement 8 000 $ (mais sa fraude lui aurait permis de récupérer, selon certaines sources, un demi-million), qu'il perd immédiatement, et doit mettre en gage sa montre.
Meiggs devient un constructeur de chemins de fer prospère, il construit la deuxième ligne chemin de fer au Chili, entre Santiago et Valparaiso. Il construit également de nombreux chemins de fer au Pérou, où il meurt en 1877 à Lima, pendant la construction d'un chemin de fer au Costa Rica, qu'achève son neveu, Minor C. Keith. Il est considéré comme le dictateur virtuel du Pérou de cette époque, appelé « Don Enrique », avec des intérêts allant des mines d'argent au nettoyage de la ville de Lima par la construction d'un parc de sept miles de long.
Malgré des contrats péruviens très rentables, en 1876, sa situation financière se dégrade. Il a plus de difficultés à obtenir des crédits. Sa mort en 1877 fait empirer le chaos économique au Pérou. Il est enterré au cimetière Presbítero Maestro dans le centre-ville de Lima.

## Héritage
Meiggs aurait remboursé chaque centime obtenu grâce à sa fraude, ainsi que ses autres dettes, le tout s'élevant à environ un million de dollars, refusant uniquement de payer les spéculateurs qui avaient obtenu des mandats à des prix très réduits. En préparation de son retour à San Francisco qui n'eut jamais lieu, il obtient de la Législature de l'État qu'elle adopte une loi rendant illégal de le juger pour des crimes survenus avant 1855. Le projet de loi est bloqué par le veto du gouverneur.
En 1977, cent ans après la mort de Meiggs, le juge Harry W. Low de la Cour supérieure de Californie, à San Francisco, accorde une requête en annulation de l'acte d'accusation contre Meiggs découlant de la fraude, au motif que Meiggs s'est réhabilité, et qu'il est allé à un Tribunal supérieur. Cela marque la conclusion d'une longue campagne par les partisans de Meiggs pour le blanchir.
Un vaisseau Liberty Ship de type EC2 a également porté son nom. L'USS Henry Meiggs, coque 2788, a été lancé le 17 avril 1944, et exploité jusqu'en 1971.
Meiggs est crédité de la fondation de la ville de Meiggsville, plus tard renommée Mendocino.

## À la télévision
- 2013 : Monumental Mysteries, programme de la chaîne Voyage Channel, comporte un passage sur Meiggs consacré au financement de la construction de Fisherman's Wharf. Le personnage est interprété par l'acteur américain Paul Meltzer.